# Nadomestno opioidno zdravljenje
Nadomestno opioidno zdravljenje ali opioidna substitucijska terapija (OST, angl. opioid substitution therapy) je nadomeščanje hitro delujočih opiodnih snovi (na primer heroina) s počasi delujočimi zdravili iz skupine opioidov (kot sta metadon in buprenorfin) in se uporablja kot zdravljenje odvisnikov od heroina in drugih opiodov. Nadomestno opioidno zdravljenje je primerno za bolnike, ki ne zmorejo vzpostaviti abstinence (vzrdžnosti) in kot pomoč pri detoksikaciji. Zamenjava prepovedane droge s predpisanim nadomestnim zdravilom omogoča, da bolnik vzpostavi abstinenco od drog ter duševno in telesno stabilnost, se socialno vključi in se rehabilitira. Nadomestno opioidno zdravljenje zmanjšuje tveganje za smrt zaradi prevelikega odmerjanja prepovedanih drog.
Odvisnost od prepovedanih drog je kronična bolezen in poleg nadomestnega zdravila zahteva celostno psihosocialno rehabilitacijo. Pogosti so recidivi, tudi po
dolgih obdobjih izboljšanj, zato mora biti zdravljenje dolgoročno, pogosto vseživljenjsko.

## Zdravila za nadomestno opioidno zdravljenje
Za nadomestno opioidno zdravljenje se uporabljajo zlasti naslednja zdravila:
- metadon,
- buprenorfin,
- buprenorfin v kombinaciji z naloksonom,
- dolgodelujoči morfin.

Redkeje se uporabljajo tudi druga zdravila, in sicer diamorfin, levometadon ali kodein.

### Zdravila v Sloveniji
V Sloveniji je bilo nadomestno opioidno zdravljenje uvedeno leta 1990, in sicer z metadonom. Leta 2004 je bil za tovrstno zdravljenje registriran buprenorfin, leta 2005 dolgodelujoči morfin, 2007 pa buprenorfin v kombinaciji z naloksonom.